# Geografia Nepalului

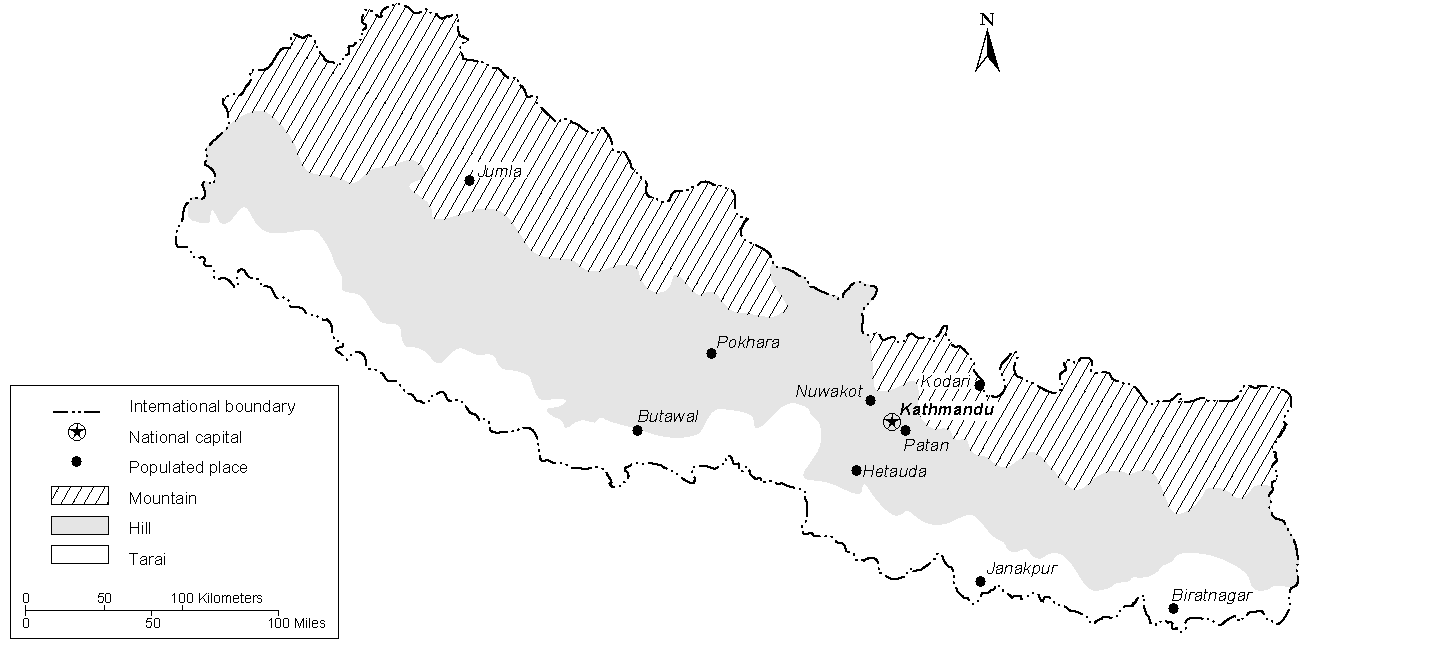
Regiunile geografice ale Nepalului

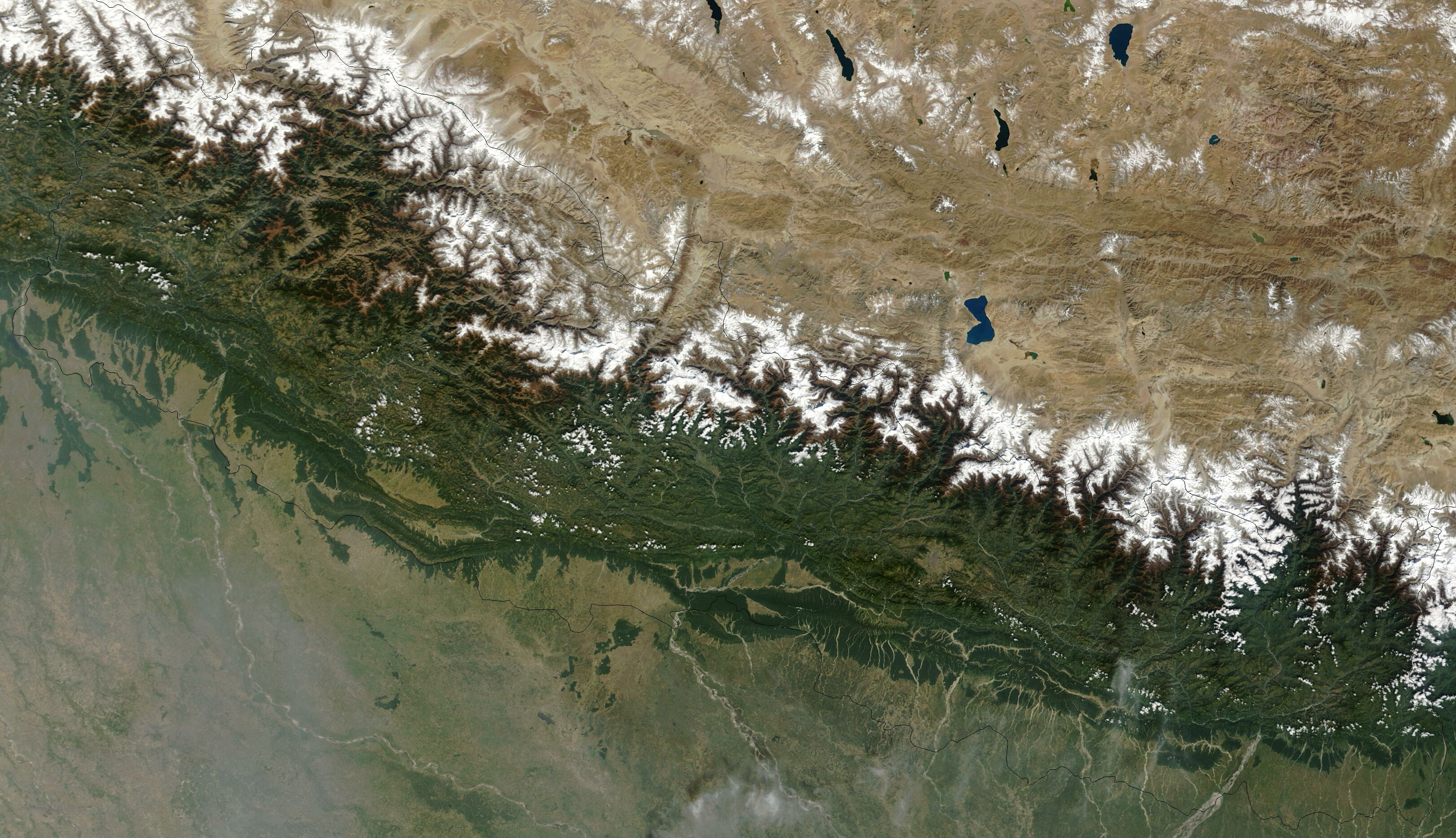
Vedere din satelit a Nepalului (octombrie)

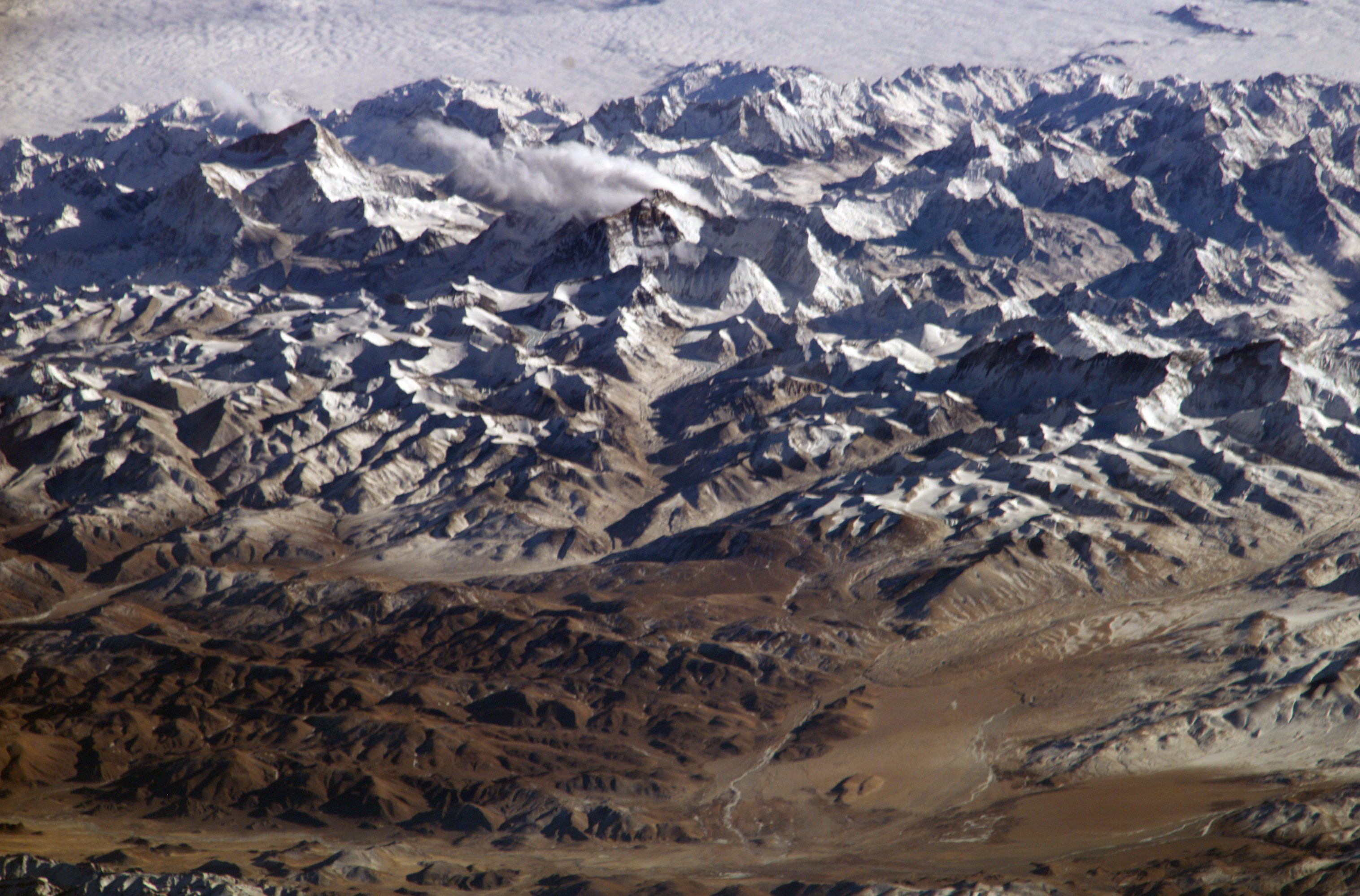
Himalaya din satelit

Pe o suprafață foarte redusă se întâlnesc forme de relief extrem de diverse. Lățimea Nepalului de la nord la sud nu depășește 200 de kilometri, însă vârfurile Munților Himalaya sunt permanent acoperite de gheață. 
La granița dintre Nepal și China se află cel mai înalt munte din lume, Muntele Everest (Chomolungma), care măsoară 8.849 de metri altitudine. În interiorul țării se înalță terenuri muntoase, separate de văi adânci. Pe versanții munților au fost amenajate terase, în urma defrișării pădurilor cu mulți ani în urmă. Dincolo de înălțimile de 2.000-4.000 de metri deasupra nivelului mării se ridică un perete alb de gheață: Himalaya, cel mai înalt lanț muntos din lume.

## Climă
În partea de câmpie a Nepalului domină o climă musonică, iar în nord, o climă montană, afectată de musoni, cu mai multe etaje, vârfurile Himalayei fiind permanent acoperite cu gheață.

## Râuri principale
- Karnali
- Kali
- Gandaki
- Arun

## Masive muntoase
- Himalaya
- Siwalik
- Mahabharat